# Сараула, Валерий Михайлович
Вале́рий Миха́йлович Сараула (22 июля 1975 год, Луганск) — украинский телеведущий.

## Биография
Родился 22 июля 1975 года в Луганске.
Мать — Надежда Свиридовна Сараула (род. 4 мая 1950) работала на заводе имени Артёма эмалировщицей: эмалировала ванны и посуду, потом на мясокомбинате.
Отец — Михаил Александрович Сараула (род. 29 сентября 1950) работал на заводе имени «Октябрьской революции» слесарем-сантехником. Есть младшая сестра Ольга (род. 26 февраля 1984).
В детстве занимался в кружках: театральный, художественного чтения и посещал секции: дзюдо, борьба и рукопашный бой, играл на гитаре. В детстве дразнили из-за рыжих волос, приходилось даже драться. В 1993 году окончил СПТУ № 44, получив специальность «электромонтер» и поступил в Луганский колледж культуры и искусств.
С 1993 по 1995 проходил службу в армии в городе Львове, там так сложилась ситуация мог сесть в тюрьму, за то что ударил старшего по званию, который издевался над солдатами, но помог комбат.
В 1998 году окончил колледж культуры и искусств в Луганске, где получил специальность актёра драм. театра и кукольного театра.
В 2002 году окончил Киевский институт театрального искусства им. Карпенко-Карого и получил специальность актёр театра и кино.
В 2002 году был участником реалити-шоу «За стеклом — теперь ты в армии».
С 2002 года по 2006 год Сараула вёл телепередачу «Кунсткамера» на Новом канале.
С 2006 года по 2012 год вел телепередачу «Параллельный мир» на украинском канале СТБ.
С 2017 года является ведущим документального проекта «Затерянный мир» на телеканале 2+2. Его соведущими стали Максим Сухенко и Геннадий Попенко.

## Телевидение
- «Кунсткамера»
- «Параллельный мир»
- «Ранкові круасани»
- «Загублений світ»

## Музыка
В 2004 году Валерий Сараула создает муз.проект «Сараула» , для которого пишет песни.
Солист группы «Сараула».

### Клипы
- Бразилия.
- Плачь Блондинка

## Фильмография
- 2001 — След оборотня — «Рыжий»[6]
- 2019 — Звонарь — режиссер видео для взрослых